# Manuela Wiesler
Manuela Wiesler (ur. 22 lipca 1955 w Tungas, zm. 22 grudnia 2006 w Wiedniu) – austriacka flecistka i nauczycielka akademicka.

## Życiorys
Jej ojciec był filmowcem, a matka tancerką. Naukę gry na flecie postanowiła rozpocząć w wieku 9 lat po obejrzeniu opery Czarodziejski flet Wolfganga Amadeusa Mozarta; jej pierwszym nauczycielem został Peter Hirschbüchler. W 1967 rozpoczęła naukę u Camillo Wanauseka na Universität für Musik und darstellende Kunst Wien, następnie od 1971 w Paryżu u Alaina Mariona. W 1973 wyszła za mąż. Od 1973 do 1983 mieszkała na Islandii, gdzie razem z Robertem Aitkenem przyczyniła się do rozwoju muzyki fletowej tego kraju. W 1976 uzyskała pierwszą nagrodę na The Nordic Chamber Music Competition (akompaniował jej islandzki pianista Snorri S. Birgisson). Następnie kształciła się u Jamesa Galwaya oraz Aurèle'a Nicoleta. W 1979 zagrała z London Philharmonic Orchestra, zaś rok później została stypendystką Sonning Foundation oraz wystąpiła na biennale w Kopenhadze. Współpracowała z m.in. z Leifurem Þórarinssonem . Swoje utwory dedykowało jej wielu islandzkich kompozytorów, m.in. Leifur Þórarinsson, Magnús Blöndal Jóhannsson, Atli Heimir Sveinsson, Þorkell Sigurbjörnsson oraz Hjálmar Helgi Ragnarsson. W 1983 przeniosła się do Szwecji, gdzie do 1985 zagrała ponad 200 koncertów w ramach autorskiego projektu „Solo Flute at the Sawmill”. W 2001 zakończyła karierę koncertową poświęcając się psychologii muzyki. Dwa lata później została kierowniczką Kształcenia Podyplomowego w Wyższej Szkole Muzycznej na Uniwersytecie w Göteborgu po obronie rozprawy habilitacyjnej pt. Psychische Probleme bei Instrumentalsolisten: Wie kann Beratung helfen? Zmarła na nowotwór w 2006.

## Dyskografia
- 1984 - Kroumata and Flute (André Jolivet, Lou Harrison, John Cage, Sven-David Sandström)[a][6]
- 1989 - To Manuela (Magnús Blöndal Johansson, Atli Heimir Sveinsson, Leifur Þorarinsson, Hjálmar Helgi Ragnarsson, Þorkell Sigurbjörnsson)[b][7]
- 1990 - The Russian Flute (Siergiej Prokofjew, Edison Denisow, Otar Taktakiszwili, Fikrət Əmirov)[c][8]
- 1990 - Nordic Music, Vol.2 (John Fernström, Aulis Sallinen, Erland von Koch, Carl Nielsen, Edvard Grieg, Þorkell Sigurbjörnsson)[d][9]
- 1990 French Solo Flute Music (Marin Marais, Henri Tomasi, Jacques Ibert, Jean Françaix, André Jolivet, Claude Debussy)[10]
- 1991 - Stonewave (Sven-David Sandström, Per Nørgård, Ketil Hvoslef, Rolf Wallin)[a][11]
- 1992 - French Flute Concertos (Cécile Chaminade, Jean Françaix, Jules Mouquet, Jacques Ibert)[e][12]
- 1992 - Orchestral and Chamber Music Works (Gunnar Berg)[f][13]
- 1993 - Jolivet - Flute Music, Vol.1 (André Jolivet)[c][14]
- 1993 - French Orchestral Music (Francis Poulenc, André Jolivet, Albert Roussel, Jacques Ibert)[g][15]
- 1994 - Oiseaux tendres (Jean Rivier, Antonio Vivaldi, Kaija Saariaho, Wilhelm Popp, Olivier Messiaen, Adina Izarra)[h][16]
- 1994 - Hvoslef - Chamber Music (Ketil Hvoslef)[i][17]
- 1995 - Liongate - Manuela plays Flute Concertos by Þorkell Sigurdbjörnsson (Þorkell Sigurbjörnsson)[j][18]
- 1996 - Martin - Vocal and Chamber Music (Frank Martin)[k][19]
- 1996 - Jolivet - The Complete Flute Music, Vol.2 (André Jolivet)[l][20]
- 1997 - Small is beautiful - Short Pieces for Solo Flute (Johann Sebastian Bach, Dinu Lipatti, Hugo Alfvén, Edgar Varèse, Georg Philipp Telemann, Pierre Octave Ferroud, Adina Izarra, Erland von Koch, Bill Holcombe, Jón Nordal, Gunnar Hahn, Joseph Bodin de Boismortier, Claude Debussy, Jean Donjon, Alan Hovhaness, Charles Koechlin, Þorkell Sigurbjörnsson, André Jolivet, Mathieu André Reichert)[21]
- 1998 - Holmboe - Concertos for Recorder and Flute (Vagn Holmboe)[m][22]
- 2000 - Bridges to Japan - Music for Flute and Piano (Bunya Koh, Kazuo Yamada, Meiro Sugawara, Kikuko Kanai, Ryūtarō Hirota, Shigeaki Saegusa, Kōsaku Yamada, Takashi Yoshimatsu, Yoshinao Nakada)[n][23]